# 5050
I 5050 erano un gruppo musicale Ska-j-pop giapponese fondato nel 2005. Il gruppo ha debuttato ufficialmente con una major discografica, la Avex Trax, il 25 luglio 2007 con il singolo Shonan Mid Night Club, sigla finale di una trasmissione televisiva giapponese. Sono tuttavia principalmente celebri per aver interpretato il brano Jungle P, nona sigla di apertura dell'anime One Piece. Il gruppo ha comunicato di essere entrato in un periodo di pausa a tempo indeterminato il 29 dicembre 2009.

## Discografia

### Album in studio
- 2006 - 50/50
- 2008 - 第1次世界パーリー

### Singoli
- 2007 - Shonan Mid Night Club
- 2007 - Jungle P
- 2008 - FIRE!!